# Darwin, Falklandsöarna
Darwin en bosättning på Östra Falkland på den brittiska ögruppen Falklandsöarna i Sydatlanten. cirka fyra km norr om Goose Green. Platsen namngavs efter Charles Darwin, som sägs ha sovit över en natt här. I närheten av Darwin ligger den enda argentinska militärkyrkogården på Falklandsöarna, där 237 stupade argentinska soladater från Falklandskriget 1982 är begravda.
Första byggnaden restes 1859, och var prästgården.